# Luzaide
Luzaide (hiszp. Valcarlos, oficjalna nazwa: Luzaide/Valcarlos) – gmina w Hiszpanii, w Nawarze, o powierzchni 44,9 km². W 2021 roku gmina liczyła 320 mieszkańców.
Gmina znajduje się w merindad Sangüesa oraz w comarce Auñamendi.

## Demografia
Luzaide jest gminą wyludniającą się. Na początku XX wieku zamieszkiwana była przez około tysiąc osób. W 1991 roku było to 540 osób, w 2011 395 osób. Według danych na styczeń 2021 gminę zamieszkuje 320 osób.
Według spisu powszechnego z 2011 roku w gminie znajduje się 140 gospodarstw domowych.